# Boston Consulting Group
The Boston Consulting Group (BCG) is een wereldwijd adviesbureau, actief op het gebied van bedrijfsstrategie. Het bedrijf is opgericht in 1963 en is anno 2017 internationaal een van de grootste consultancybedrijven.

## Branchegenoten
Collega's zijn onder andere McKinsey & Company, Bain & Company, Roland Berger en OC&C Strategy Consultants.

## BCG-matrix
De BCG-matrix is een model binnen de portfolioanalyse en is begin jaren 1970 ontwikkeld door het bedrijf. In de BCG-matrix worden producten of (functionele) bedrijfseenheden beoordeeld op een tweetal kenmerken:
1. het relatieve marktaandeel dat het bepaalde product of zijn bedrijfseenheid heeft verworven ten opzichte van de grootste speler in de markt
2. het groeipotentieel van de markt voor dat product of zijn bedrijfseenheid.

De absolute waarden van de assen zal afhankelijk zijn van de branche of sector waarin geopereerd wordt. Vaak wordt in tekstboeken er daarom voor gekozen om de assen aan te duiden met hoog en laag.

## Huidige en voormalige werknemers
In Nederland
- Hans Wijers

In België
- Alexander De Croo – Open Vld vicepremier en minister van pensioenen
- Herman Daems

Internationaal:
- Jeff Immelt - CEO van General Electric
- John Legend – Amerikaanse R&B/soulzanger
- Benjamin Netanyahu – premier van Israël
- Indra Nooyi – CEO van Pepsi
- Mitt Romney – gouverneur van Massachusetts (2003-2007)
- Carl Woebcken – Duitse filmproducent